# Acropole de Rhodes
L'acropole de Rhodes (grec moderne : Ακρόπολη της Ρόδου) est une acropole de la Grèce antique datant de l’époque classique (Ve – IIIe siècle av. J.-C.) et située en Grèce, à trois kilomètres du centre de Rhodes, dans l'île du même nom.
La partie partiellement reconstruite du site comprend le temple d'Apollon en contrebas duquel se trouvent un stade et un petit odéon. Le site fait partie du parc Monte Smith, nommé d'après William Sidney Smith, amiral anglais de l'époque napoléonienne.
Les fouilles originelles ont été menées par la Scuola archeologica italiana di Atene de 1912 à 1945.

## Galerie

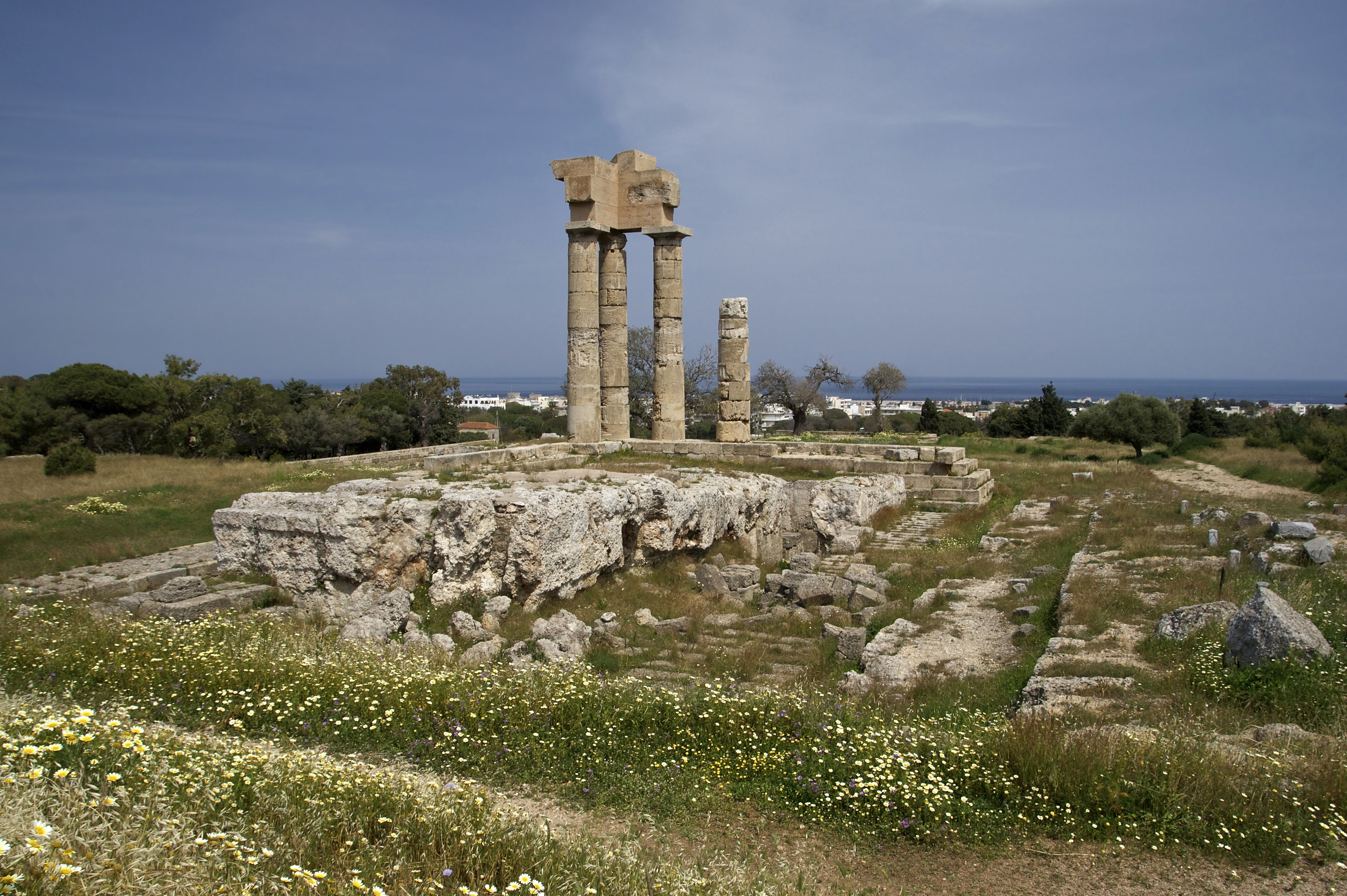
Temple d'Apollon
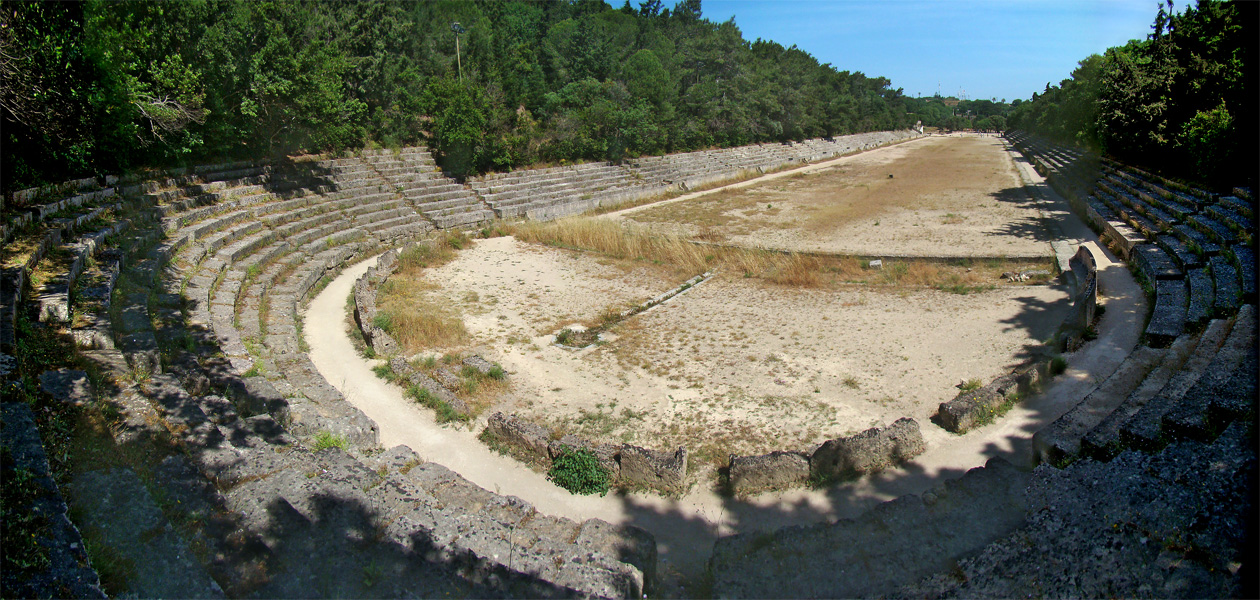
Vue du stade
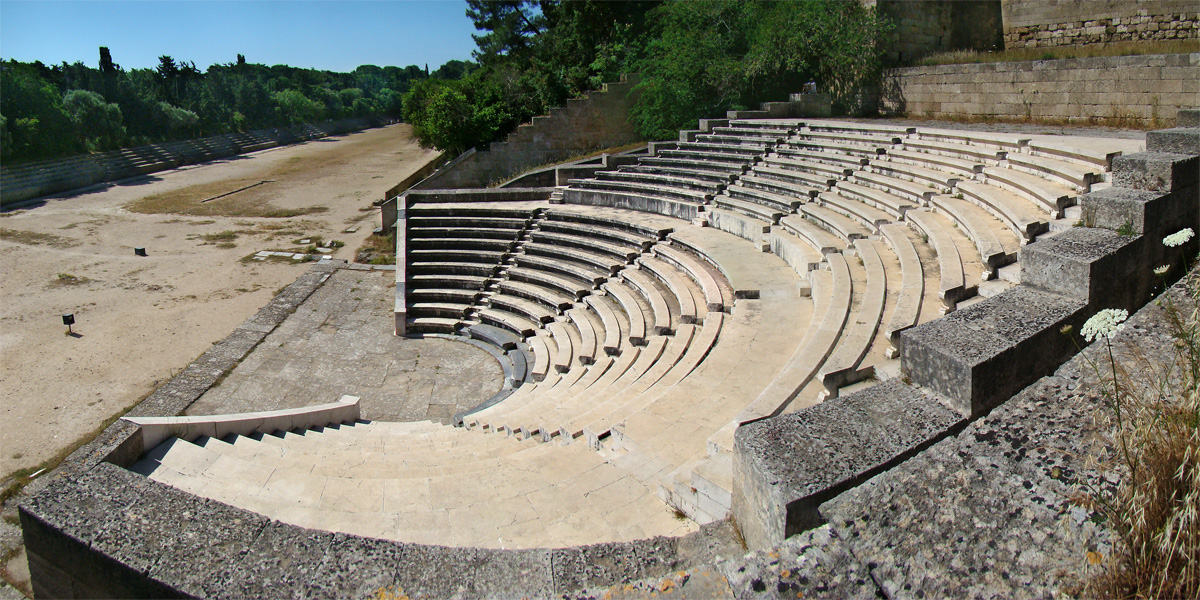
Ancien théâtre

## Référence
- (en) Cet article est partiellement ou en totalité issu de l’article de Wikipédia en anglais intitulé « Acropolis of Rhodes » (voir la liste des auteurs).